# Bob Ludwig

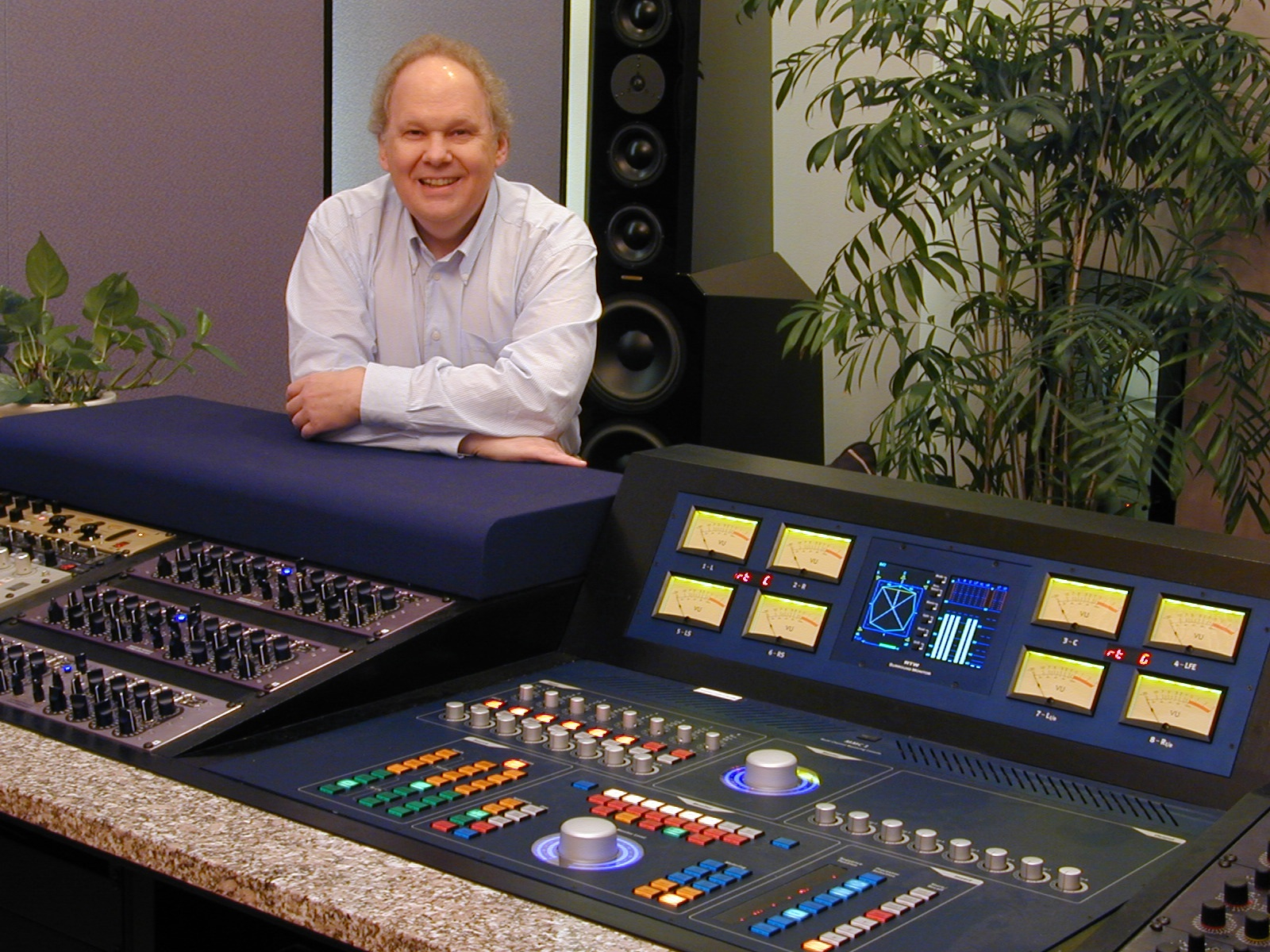
Ludwig fotografado em seu estúdio de masterização, em 2008.

Bob Ludwig é um engenheiro de masterização estadunidense. Trabalhou com músicos como Queen, Led Zeppelin e David Bowie, tendo recebido o Grammy Award por onze vezes.